# Sammy Davis Sr.
Sammy Davis Sr. (Wilmington, 12 dicembre 1900 – Beverly Hills, 21 maggio 1988) è stato un ballerino e attore statunitense, padre del più celebre Sammy Davis Jr..
Era il figlio di Rosa B. Taylor (1870–1957) e Robert Davis (1868–1948).
Sammy Davis Sr., così come la moglie Elvera Sanchez, era un ballerino di vaudeville. Quando il figlio Sammy Davis Jr. aveva tre anni, la coppia si separò. Sammy Davis Sr., che non voleva perdere la custodia del figlio, lo portò in tournée con sé, insegnandogli danza fin da piccolo, assieme a Will Mastin, il capoballerino della compagnia di cui faceva parte. Ben presto Sammy Davis Jr. si unì a loro negli spettacoli, e i tre divennero il Will Mastin Trio.
Sammy Davis Sr. partecipò anche a due film: Sweet and Low e Il re del jazz.

## Filmografia

### Cinema
- Il re del jazz (The Benny Goodman Story), regia di Valentine Davies (1955)

### Televisione
- Indirizzo permanente (77 Sunset Strip) – serie TV, episodio 4x41 (1962)